# Lodi
Pour les articles homonymes, voir Lodi (homonymie).
Lodi (Lòd en dialecte lodi) est une ville, chef-lieu de la province de même nom en Lombardie (Italie).

## Géographie
Lodi se trouve à mi-chemin entre Milan et Plaisance. La ville est construite sur le bord de la rivière Adda, un affluent important du Pô. Elle est desservie par une sortie de l'autoroute A1.

## Histoire
Lodi est un village celtique, appelé à l'époque romaine, à partir de 89 av. J.-C., « Laus Pompeia » (probablement en l'honneur du consul Gnaeus Pompeius Strabo[évasif]). La position de cette localité permit à de nombreux Gaulois de la Gaule cisalpine d'obtenir la citoyenneté romaine.
Lodi devint le siège d'un diocèse au IIIe siècle et le premier évêque, saint Bassien (it) (san Bassiano), est le saint patron de la ville.
Elle est une commune libre autour de l'an 1000 et s'oppose farouchement aux Milanais, qui la détruisirent en 1111. De 1118 à 1128, Milan mena plusieurs guerres contre Lodi et Côme ; la cité en ressortit partiellement détruite. Frédéric Barberousse la reconstruisit sur son emplacement actuel par décision du 3 août 1158.
À partir de 1220, les Lodigiani (habitants de Lodi) passèrent plusieurs décennies à réaliser un travail important de génie hydraulique : un système de rivières et de canaux artificiels (appelés Consorzio di Muzza) fut créé pour donner de l'eau à la campagne, transformant certaines zones arides en l'une des plus importantes zones agricoles de la région.
Lodi perdit son indépendance au XIVe siècle, passant en 1335 sous l'autorité de la famille Visconti de Milan, qui y construisit un château. En 1413, l'antipape Jean XXIII lança la bulle par laquelle il convoquait le concile de Constance depuis le dôme de Lodi. Ce concile allait marquer la fin du Grand Schisme.
En 1454, des représentants de tous les États de la péninsule italienne se réunirent à Lodi pour y signer le traité connu sous le nom de la paix de Lodi, par lequel ils avaient l'intention de travailler dans le sens de l'unification italienne, mais cette paix ne dura que 40 ans. La ville était alors dirigée par la famille Sforza et elle attira dans la seconde moitié du XVe siècle de nombreux artistes.
Du XVIe au XVIIIe siècle, Lodi subit les dominations espagnole et autrichienne. L'époque espagnole fut marquée par la décadence ; en revanche sous les Habsbourg d'Autriche elle connut à partir de 1714 une phase d'expansion économique et de renouvellement urbanistique. À la suite des réformes accomplies par Joseph II, la ville devint en 1786 la capitale d'une province du même nom (et qui fut reconstituée en 1816 avec Crema).
La conquête du pont de Lodi a donné lieu à une bataille, le 10 mai 1796, qui ouvrit à Bonaparte la route de Milan. Lodi fut englobée dans la République cisalpine, devenue République italienne puis en 1805 Royaume d'Italie. À la chute du premier Empire, elle repassa sous l'autorité de l'Autriche au sein du Royaume lombardo-vénitien avant d'être intégrée dans le royaume d'Italie en 1861.
Lodi a gardé des rues médiévales à arcades, des balcons ouvragés, une superbe cathédrale et, dans une toute petite rue, L'Incoronata (une église « municipale » gérée par la ville) vouée à la Vierge couronnée, octogonale, petite et merveilleusement décorée. Le musée renferme une très belle collection de céramiques de production locale et souvent très anciennes. La Piazza della Vittoria est un vaste rectangle bordé d'arcades, auprès duquel se dresse la cathédrale.

## Personnalités
- Agostino Bassi (1773-1856), naturaliste
- Giovanni Battagio (XVe siècle), architecte
- Camillo Berneri (1897-1937), philosophe
- Enrico Bignami (1844-1921), homme politique
- Alessandro Carrera (1954), écrivain
- Eugenio Castellotti (1930-1957), pilote automobile
- Delfino Codazzi (1824-1875), mathématicien
- Maria Cosway (1760-1838), pédagogue
- Luigi Dadda (1923), ingénieur
- Francesco de Lemene (1634-1704), poète
- Andrea Dossena (1981), footballeur
- Fanfulla da Lodi  (1477-1525), condottiere
- Franchini Gaffurio (1451-1522), musicien
- Giovanni Gandini (1843-1907), ingénieur et patriote
- Gualtero Garbani dit Gualtero de Lodi (XIIIe siècle), saint
- Ricky Gianco (1943), chanteur
- Paolo Gorini (1813-1881), mathématicien et scientifique
- Giovanni Haussmann (1906-1980), agronome
- Jean de Lodi (1025-1106), ermite, biographe et évêque, saint de l'Église catholique
- Ada Negri (1870-1945), poétesse
- Riccardo Maspero (1970), footballeur
- Callisto Piazza (1500-1561), peintre le plus connu de la famille d'artistes italiens des Piazza, tous issus de la ville.
- Giuseppina Strepponi (1815-1897), soprano
- Maffeo Vegio (1406-1458), humaniste, poète et philologue
- Tiziano Zalli (1830-1909), banquier
- Sandro Tonali (né en 2000), footballeur professionnel

## Lieux et monuments
- Broletto (it)
- Musée Paolo Gorini (it)

### Monuments religieux
- Le Basilica Cattedrale della Vergine Assunta (Duomo)

La cathédrale de Lodi est de style roman lombard. Sa construction a débuté en 1158 et s'est achevé au XVIe siècle. L'édifice présente une élégante façade au portail décoré de sculptures de la fin du XIIe siècle, ainsi qu'un très beau porche à baldaquin reposant sur des lions stylophores. La rosace et les deux fenêtres ont été percées au début du XVIe siècle. Sur le côté droit de la cathédrale, une tour massive du XVIe siècle est restée inachevée. L'intérieur de l'édifice se divise en trois nefs, avec un chœur surélevé, au-dessus d'une crypte. Une restauration a permis de retrouver certains éléments romans originaux qui avaient été masqués par des ajouts au XVIIIe siècle. 
- Chiesa di San Francesco

L'église Saint-François renferme de très belles fresques retraçant la vie de saint François d'Assise, ainsi que de remarquables peintures. Quelques décorations en stuc et en trompe-l'œil sont également à signaler... 
- Tempio Civico della Beata Vergine Incoronata
- Chiesa di San Lorenzo martire
- Chiesa di Santa Maria Maddalena
- Chiesa di Sant'Agnese
- Chiesa di San Filippo
- Palazzo Vescovile
- Chiesa di Santa Maria delle Grazie
- Chiesa di Santa Chiara Nuova
- Chiesa di San Gualtero
- Chiesa di San Cristoforo
- Chiesa di Santa Maria del Sole
- Chiesa di Santa Francesca Cabrini
- Chiesa di Santo Spirito all'Ospedale Vecchio
- Chiesa di San Alberto vescovo
- Chiesa di Santa Laria Ausiliatrice
- Chiesa di Santi Maria della Clemenza e Bernardo
- Chiesa dei Santi Bassiano e Fereolo
- Chiesa dei Santi Filippo, Giacomo e Gualtero
- Chiesa di San Rocco
- Chiesa di San Filippo Neri

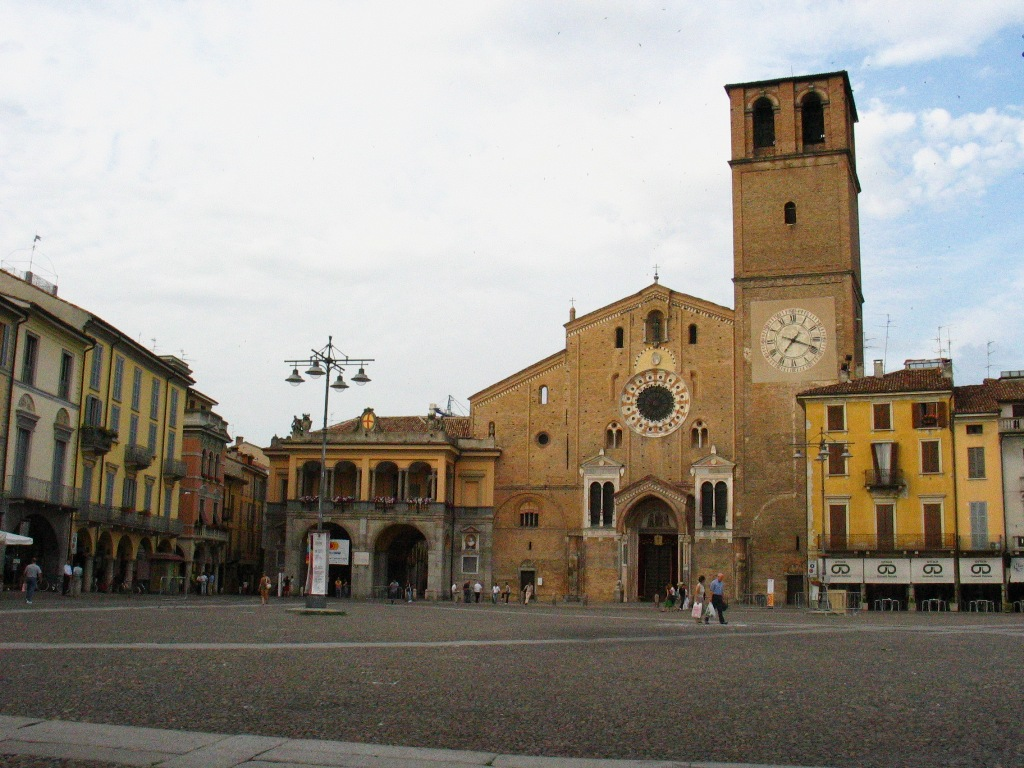
Le Duomo.
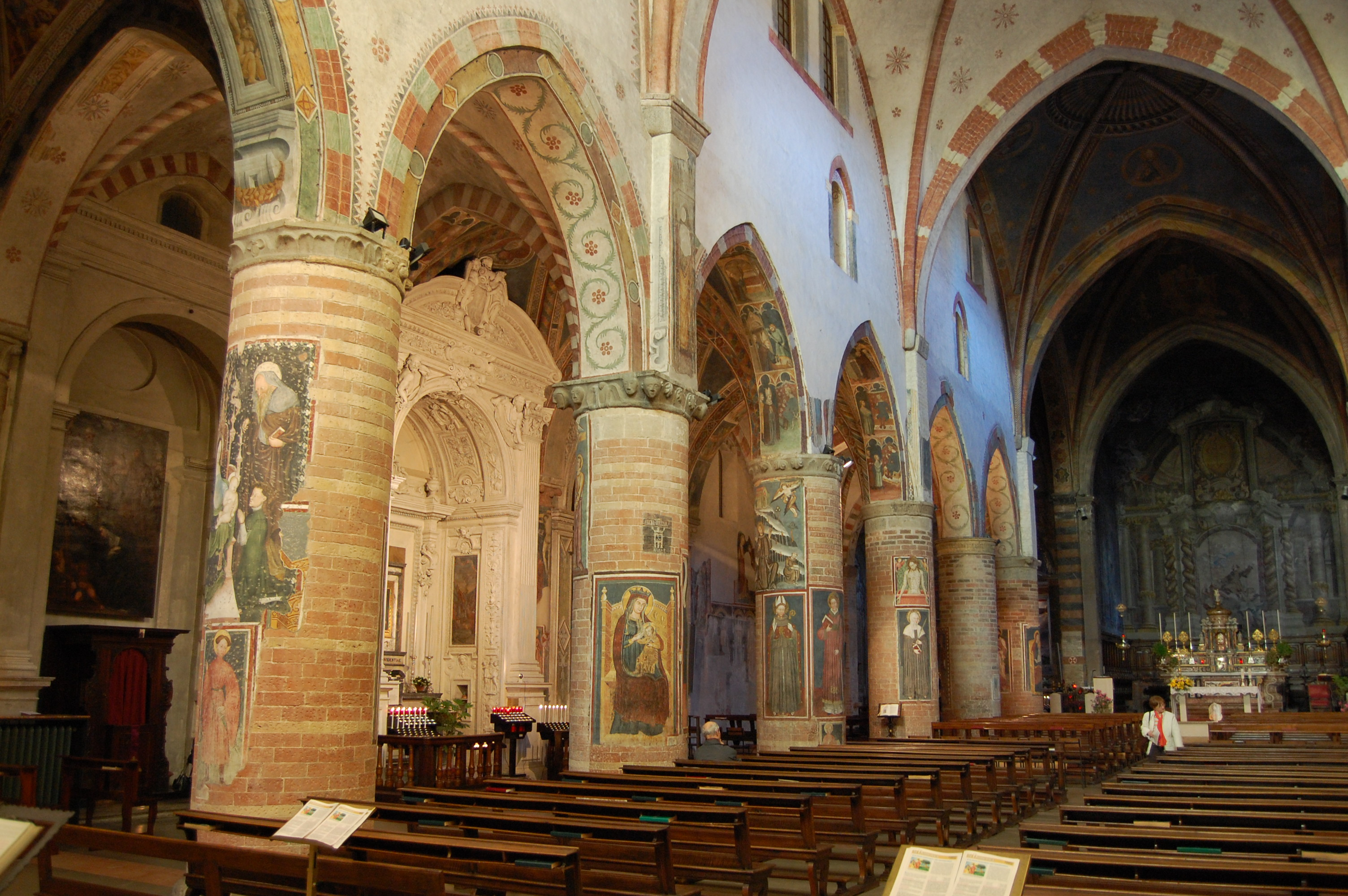
Intérieur de l'église Saint-François.
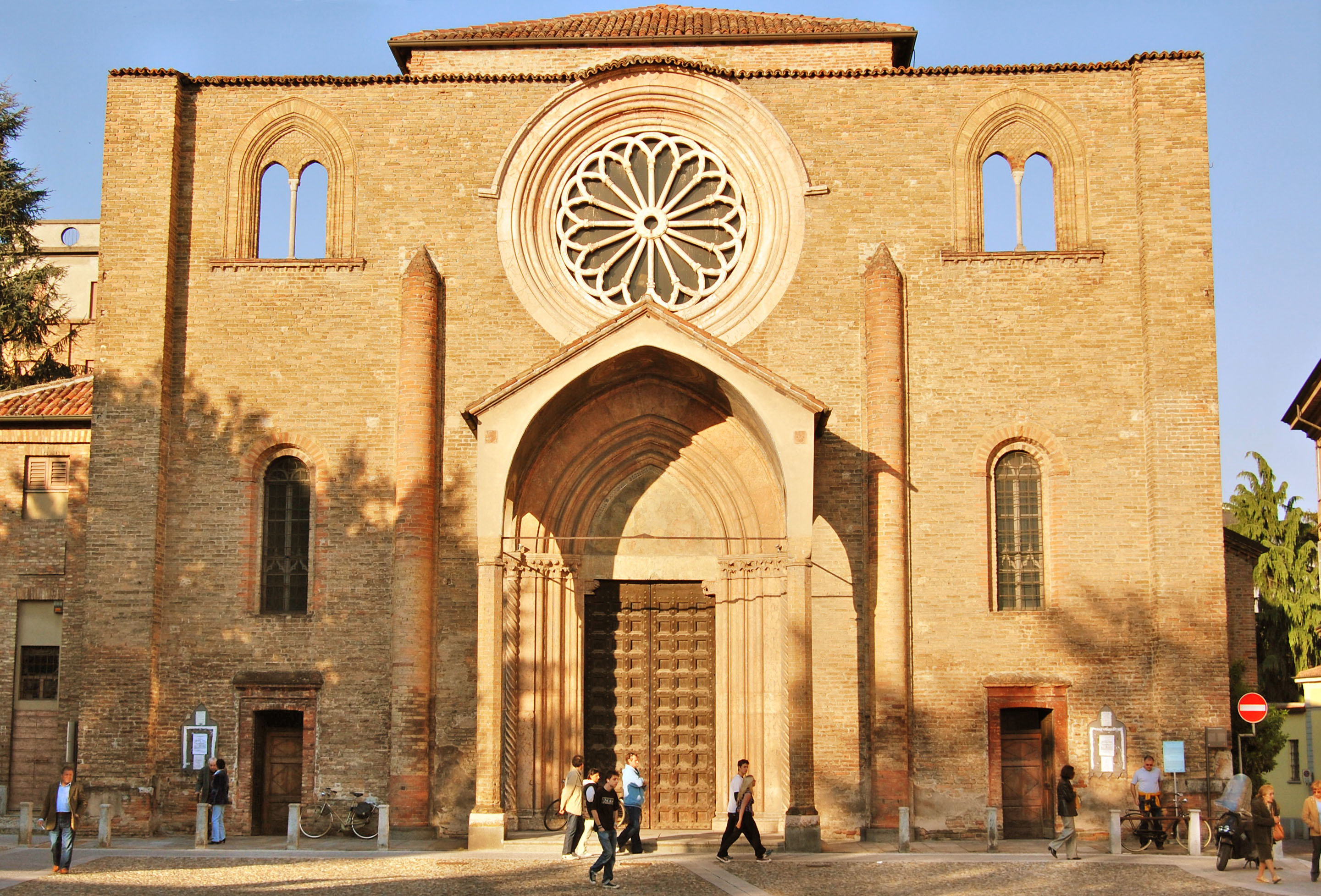
Façade de l'église Saint-François.
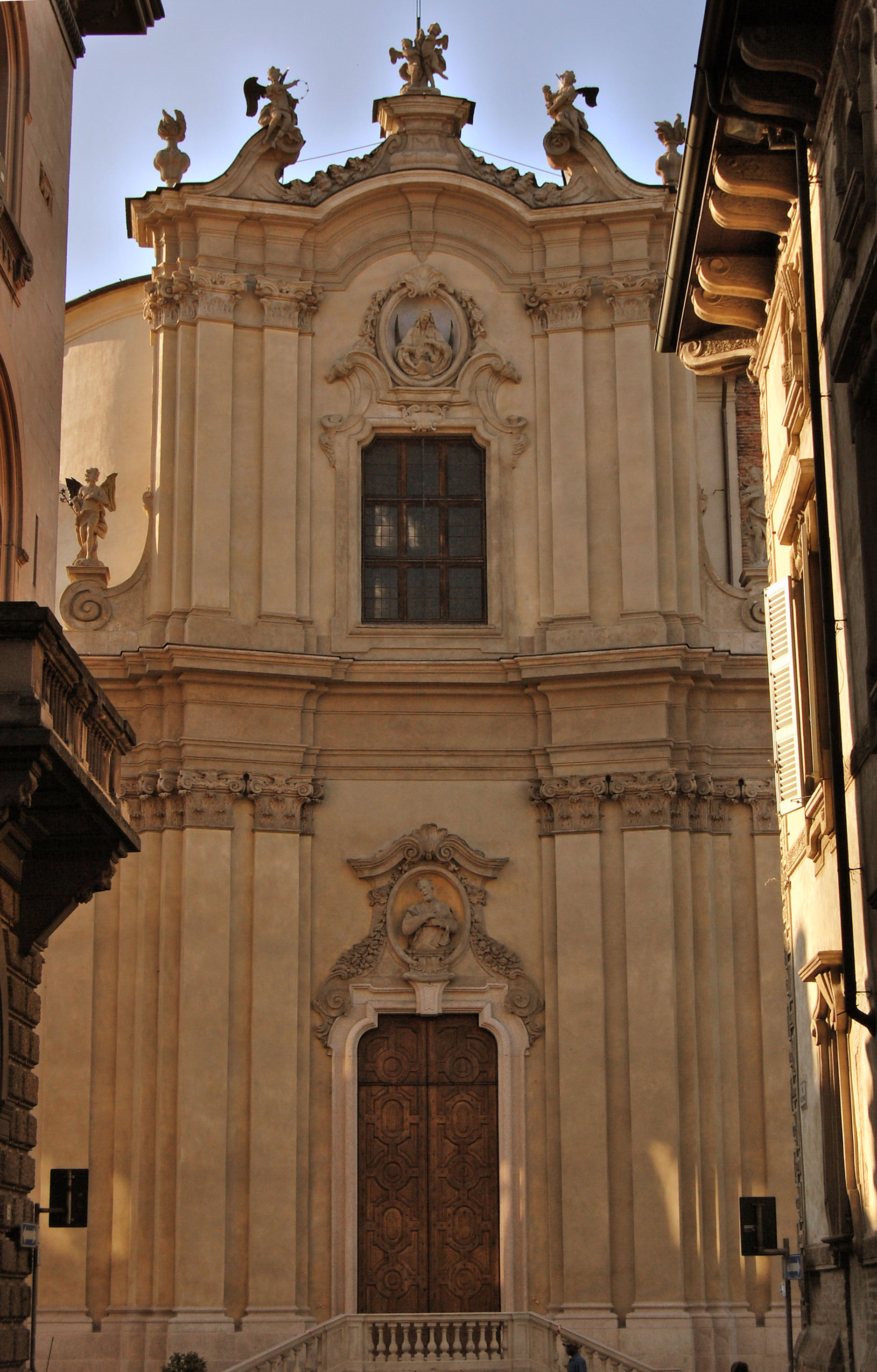
Façade de l'église Saint-Philippe.
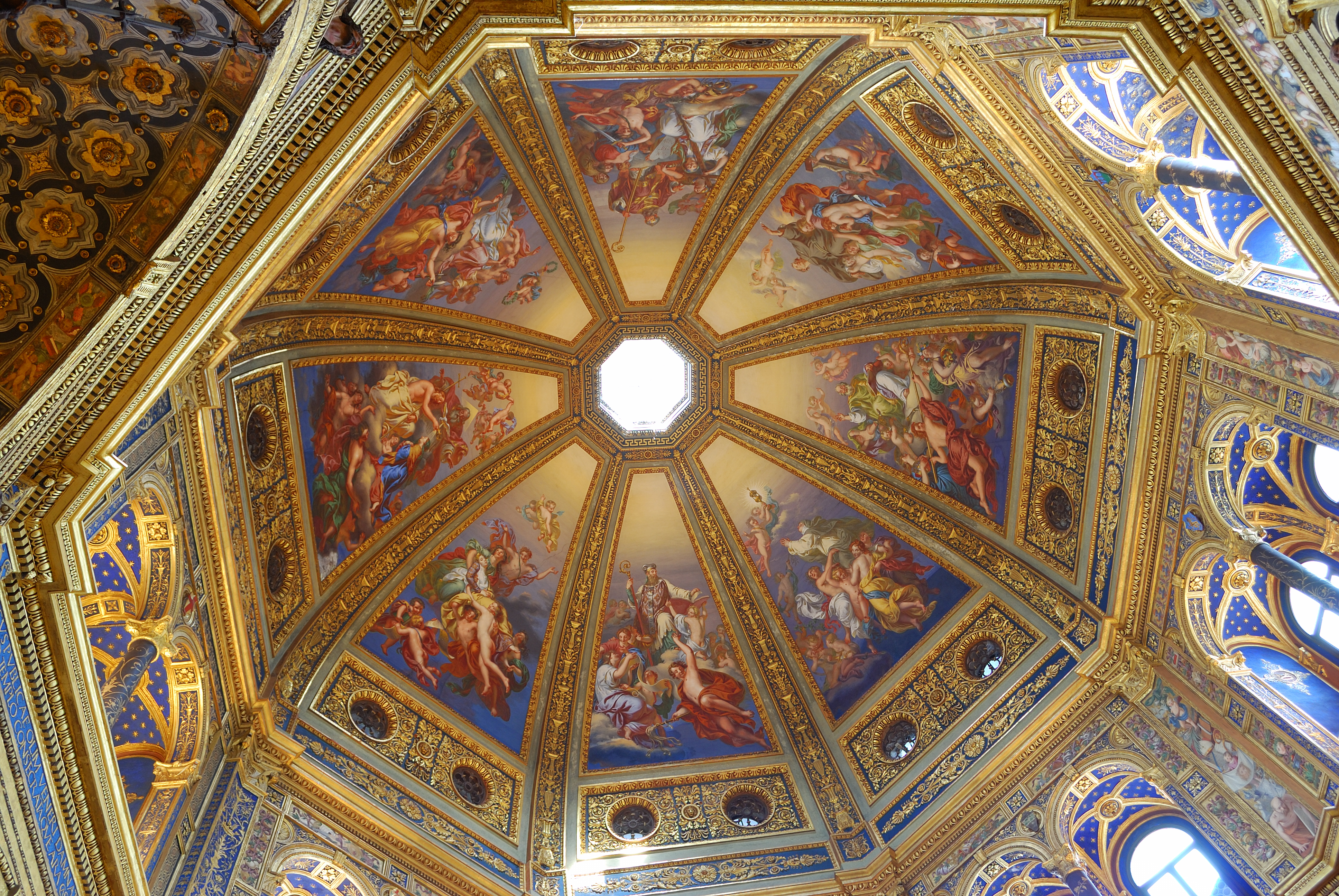
L'intérieur du Tempio Civico dell'Incoronata.
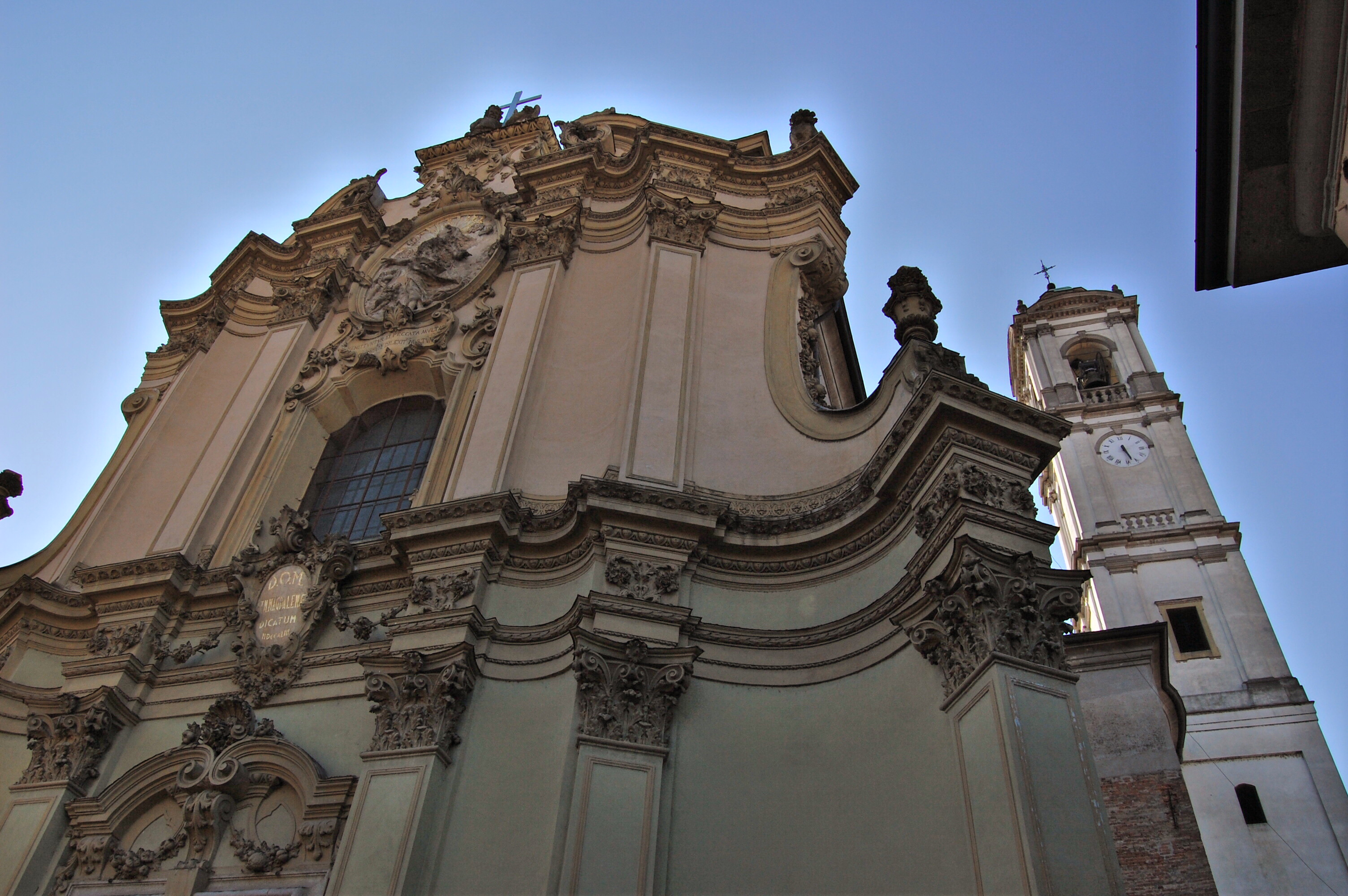
Façade de l'église Sainte-Marie-Madeleine.

## Université
En 2005, a été créé le parc technologique Padan, spécialisé en biotechnologies alimentaires.

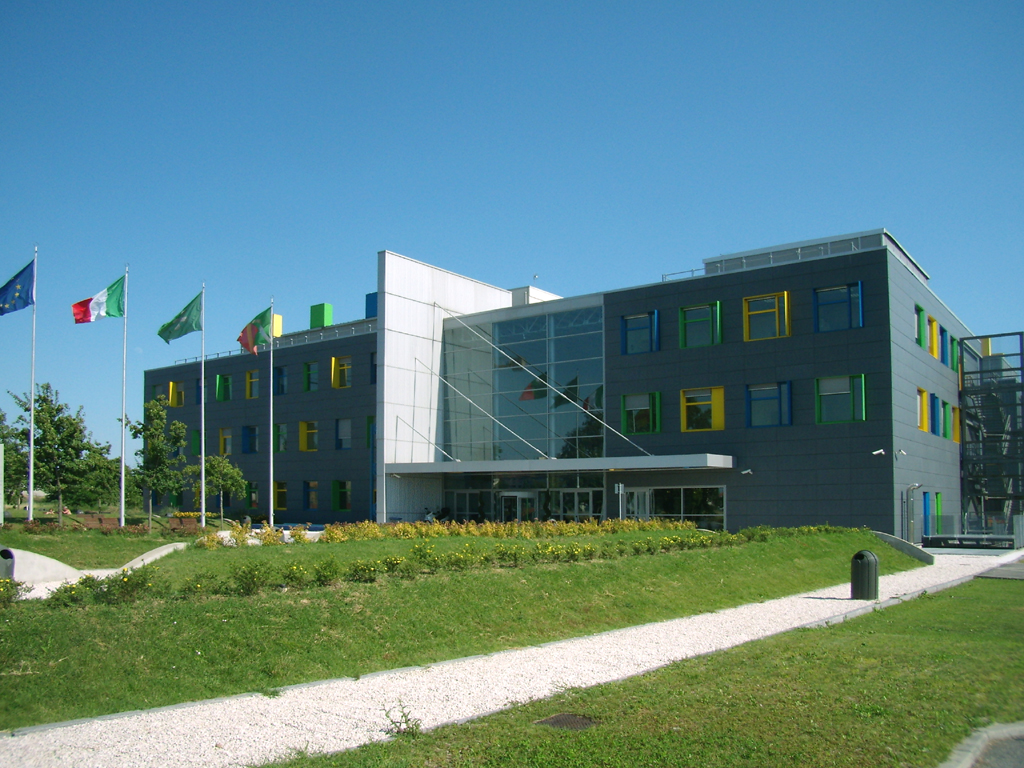
L'entrée du parc technologique.
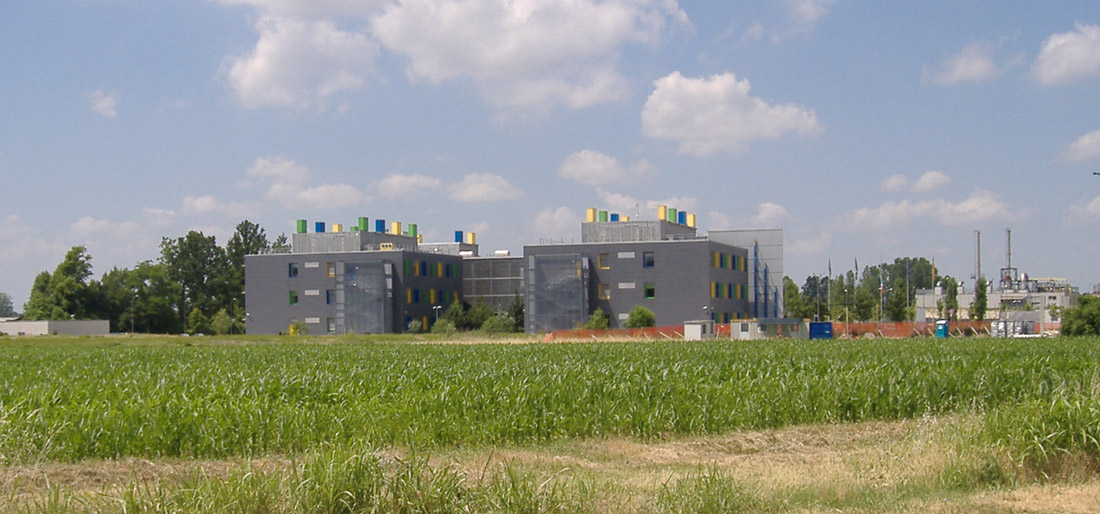
Autre image du parc technologique.

## Administration
La ville est administrée par un conseil municipal de 32 membres élus pour un mandat de cinq ans. Les dernières élections ont eu lieu les 12 et 26 juin 2022.
| Période                                  | Période          | Identité        | Étiquette               | Qualité |
| ---------------------------------------- | ---------------- | --------------- | ----------------------- | ------- |
| 1996                                     | 2005             | Aurelio Ferrari | Parti populaire italien |         |
| 5 avril 2005                             | 30 mars 2010     | Lorenzo Guerini | La Marguerite           |         |
| 30 mars 2010                             | 31 décembre 2012 | Lorenzo Guerini | Parti démocrate         |         |
| 11 juin 2013                             | 1 août 2016      | Simone Uggetti  | Parti démocrate         |         |
| 27 juin 2017                             | 14 juin 2022     | Sara Casanova   | Ligue du Nord           |         |
| 15 juin 2022                             | en cours         | Andrea Furegato | Parti démocrate         |         |
| Les données manquantes sont à compléter. |                  |                 |                         |         |

### Hameaux
Fontana, Olmo, San Grato, Riolo.

### Communes limitrophes
Dovera (CR), Boffalora d'Adda, Tavazzano con Villavesco, Montanaso Lombardo, Corte Palasio, Lodi Vecchio, San Martino in Strada, Cornegliano Laudense, Pieve Fissiraga

## Jumelages
| Ville | Ville          | Pays | Pays       | Période     |
| ----- | -------------- | ---- | ---------- | ----------- |
|       | Constance,     |      | Allemagne  | depuis 1986 |
|       | Fontainebleau, |      | France     | depuis 2011 |
|       | Lodi           |      | États-Unis | depuis 1987 |
|       | Omegna         |      | Italie     | depuis 1987 |

## Personnalités liées à la commune
- Ernesta Forti[6]